# FLCL
《FLCL》（日語：フリクリ）為一部由GAINAX、Production I.G製作的日本OVA系列動畫。另還有出版小説及漫畫。本編OVA全6話、小說全3卷、漫畫單行本全2卷。本作也是在《新世紀福音戰士》中擔任副監督的鶴卷和哉的首部導演作品。
本作的特徵為凝練的演出、唐突诡异的畫面轉換、夾雜漫畫風格的畫面構成、及隨處可見實驗性質濃厚的演出。而且節奏優秀的動作場面比例不低、設定及動畫品質也有相當高的評價。
本作受到岩井俊二的稱讚，並於2003年加拿大蒙特婁所舉辦的國際電影節、Fantasia Festival動畫部門中得到銅賞。
2022年，Adult Swim宣布推出两个季度的《FLCL》新作《FLCL: Grunge》《FLCL: Shoegaze》

## 剧情簡介
小学生南束 直太居住在平凡的地方都市“疏瀬”。某天他的平静生活被突然出现的骑着Vespa的谜样少女春原 晴子打乱了。两人第一次见面时，晴子就用她蓝色的老式Rickenbacker 4001左手式的低音电吉他，击中了直太的头，将他打飞出去，之后直太又震惊地发现晴子以女佣的名义住进了自己的家中。
从那起，直太的额头就开始长出各种奇妙的角，而来自医疗器械制造商Medical Mechanica工厂的巨型机器人则不断地从直太头上的角中跑出来，引发了各种的事件。由于直太的头是仅有的一个能够开启的、机器人传送用的“N.O.超空间通道”，所以晴子也利用直太的“N.O.通道”一直在寻找着海盗王Atomsk，并不断地和Medical Mechanica工厂作战。同时，直太也一直被特殊入国指挥官亚麻 罗宇监视，他认为Medical Mechanic工厂正试图征服银河系。随着事态的发展，直太被卷入了——春原晴子，特殊入国管理官亚麻罗宇，以及Medical Mechanica工厂——三方的争斗中。而故事的潜在主题则是直太即将迎来的成长，并开始表述他自身的想法。

## 登場人物
南束 直太（声：水樹洵）
小學6年級生，純情害羞的普通少年。被晴子的電貝斯打中額頭後，額頭開始長出奇妙的角，然後從那跑出各式各樣的物體。
春原 晴子（声：新谷真弓）
在直太面前突然出現的謎樣少女。本名為哈爾哈·拉哈爾（ハルハ・ラハル）。自稱19歲的「宇宙人」。個性常常傍若無人。所拿的電貝斯Rickenbacker 4001 Azureglo是樂器同時也是武器，還有各式各樣的用途。想利用直太來達成自己的願望。在劇中常裝扮成護士、女僕及兔女郎。左撇子。
鮫島 真見美（声：笠木泉）
不知為何跟著直太的女高中生。17歳。跟直太的哥哥タスク在交往，但是タスク因留學而有了新戀人，所以實際上是失戀了。因此而自暴自棄，因為性格上的轉變而有孤獨的一面。有吸煙。
健次
與晴子一起來到ナンダバ家的機器人。是從直太的額頭上出現的物體中的一個。擁有高度戦闘能力，在家裡則被當做打雜用。
蜷守 惠理（声：伊藤實華）
直太的同班同學，而且還是學級委員長。父親是市長的大小姐，家庭上有一些問題。
阿學（声：宮島章）
政志（声：鈴木和人）
兩人都是直太的同班同學。喜愛謠言。
宮路純子（声：福井裕佳梨）
直太的導師。學生稱呼她為「ミヤジュン」。「下品禁止！」是她的口頭襌。
南束 卡門（声：松尾スズキ）
直太的父親。
南束 系國（声：糸博）
直太的祖父。麵包師傅。
亞麻 羅宇（声：大倉孝二）
特殊入國管理官。特徵為有著海苔般的眉毛（事實上真的是用海苔貼上去的）。過去與晴子有過接觸。
崎芝 巴美（声：千葉千惠巳）
羅宇管理官的部下。

## OVA
以DVD與VHS兩種形式同時發售。各巻收錄1話25分鐘（最終巻為31分鐘），全6巻。
1. Vol.1 （2000年4月26日於日本發售）
2. Vol.2 （2000年6月21日於日本發售）
3. Vol.3 （2000年8月23日於日本發售）
4. Vol.4 （2000年10月25日於日本發售）
5. Vol.5 （2000年12月21日於日本發售）
6. Vol.6 （2001年3月16日於日本發售）

## 製作團隊
- 企畫、原作：GAINAX
- 製作：大月俊倫（King Records）、石川光久（Production I.G）、山賀博之（GAINAX）
- 監修：庵野秀明
- 原案·監督：鶴巻和哉
- 腳本：榎戶洋司
- 人物設定、視覺概念：貞本義行
- 作畫監督：平松禎史、今石洋之、小倉陳利
- 美術監督：小倉宏昌
- 分鏡：鶴巻和哉、平松禎史、佐伯昭志、摩砂雪、吉成曜、今石洋之、小倉陳利
- 演出：佐伯昭志、大塚雅彦、安藤健
- 色彩設計：高星晴美
- 編輯：浅野真樹子
- 音樂：光宗信吉、the pillows
- 音響製作：なかのとおる
- 效果：野口透（アニメサウンドプロダクション）
- 錄音調整：内田直継
- 錄音助手：伊藤晋子
- 錄音工作室：HALF H·P STUDIO
- 錄音製作擔當：藤田亜紀子
- 錄音製作：HALF H·P STUDIO
- 製作：佐藤雅信（キングレコード）、西沢正智（Production I.G）、佐藤裕紀（GAINAX）
- 動畫製作：Production I.G、GAINAX

## 主題曲
- 「Ride on shooting star」
  - 歌手：the pillows、作詞·作曲：山中さわお、編曲：the pillows

## 話數列表
| 集數 | 標題                            | 發售日期       |
| ---- | ------------------------------- | -------------- |
| 1    | Fooly Cooly フリクリ（）        | 2000年4月26日  |
| 2    | Fire Starter ファイスタ（）     | 2000年6月21日  |
| 3    | Marquis de Carabas マルラバ（） | 2000年8月23日  |
| 4    | Full Swing フリキリ（）         | 2000年10月25日 |
| 5    | Brittle Bullet ブラブレ（）     | 2000年12月21日 |
| 6    | FLCLimax フリクラ（）           | 2001年3月16日  |

## 獲獎紀錄
2003年，Fantasia Festival，觀眾票選為最佳動畫賞的銅賞。